# Shepherd's Bothy and Fank

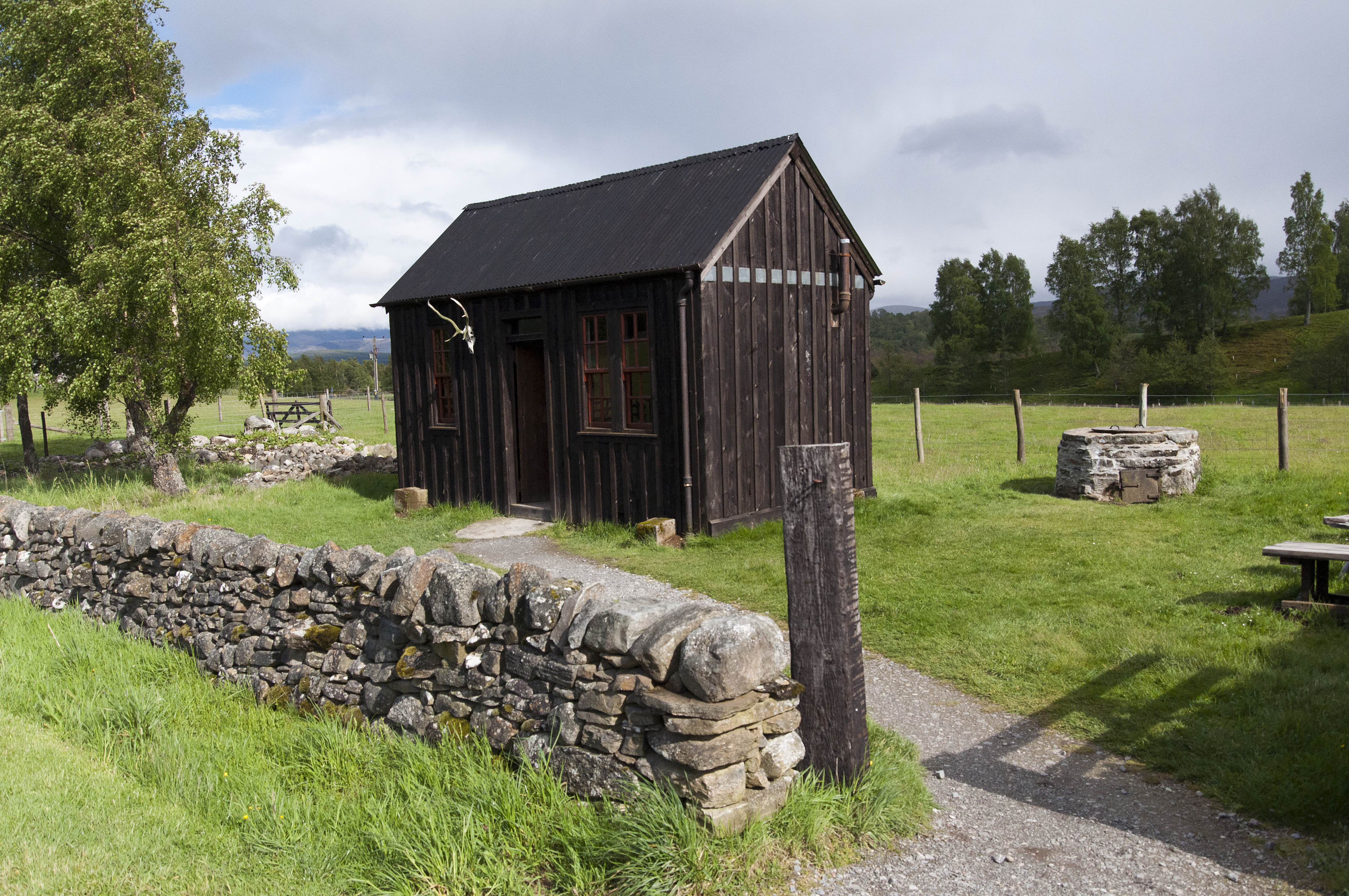
Schaapherderschuilhut in het Highland Folk Museum

De Shepherd's Bothy and Fank (Nederlands: Schaapherderschuilhut en fank) is een reconstructie van een hut voor een schaapherder in het Highland Folk Museum te Newtonmore, Schotland. De hut is gemaakt van gerecupereerd materiaal van 65 slaaprijtuigen.
Naast de schuilhut staat een fank, een Schots woord voor een constructie met muren uit kleine rotsblokken met meerdere compartimenten die niet afgedekt zijn. De fank wordt gebruikt voor het sorteren, scheren en merken van schapen.
Oorspronkelijk stond deze tweekamerschuilhut in Presmuchrach (Nederlands: veld vol struikgewas voor varkens) bij Dalwhinnie. Schaapherders en hun helpers gebruikten ze tijdens het lammeren in de lente als er nog sneeuw kon vallen en bij het scheren van schapen tijdens de zomermaanden. In de woonkamer staat een bed, een kachel, een tafel en stoel en wordt het schaapherderalaam bewaard.
In de 19e eeuw was het nog gebruikelijk schapen in te smeren (Engels: smearing) met een teerachtige substantie om ze te beschermen tegen ziekten en het winterweer. Dit goedje werd aangemaakt in een stenen kookpot (zie rechts op de foto bovenaan) met daarin ene gietijzeren ketel. Hij werd ook gebruikt om vloeistof op basis van arseen te verdunnen waarin de schapen dan werden ondergedompeld.

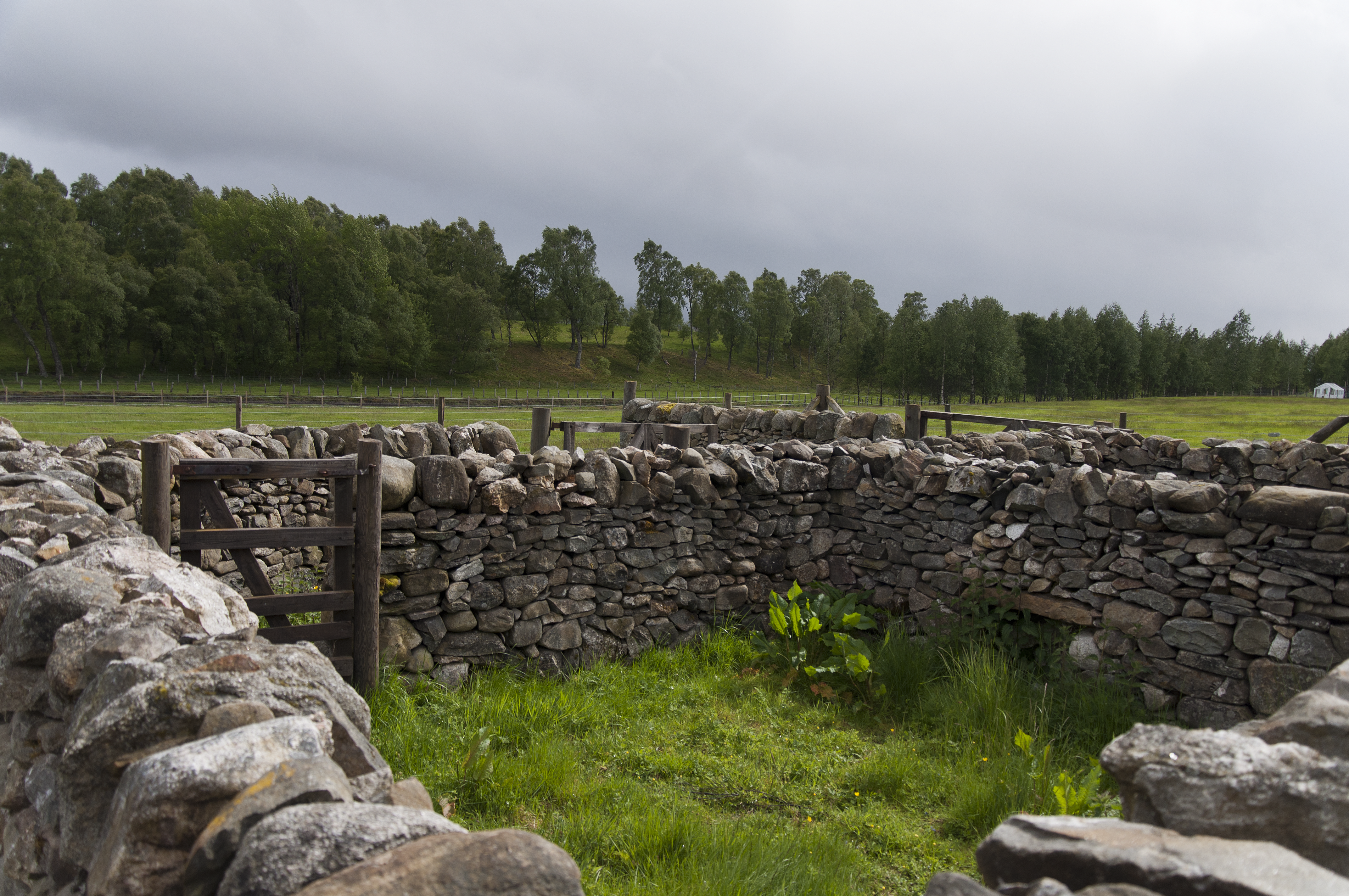
De fank bij de hut
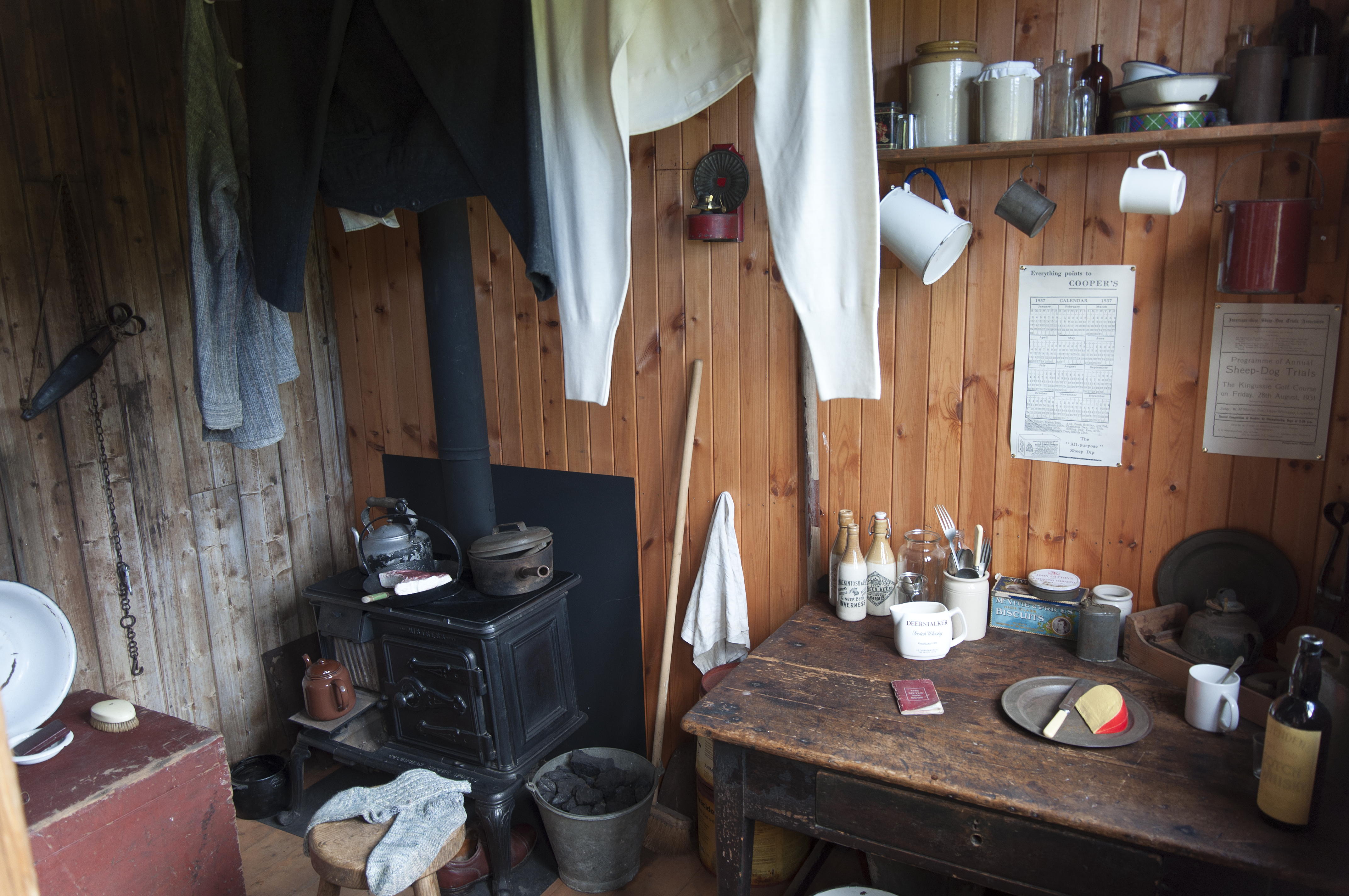
Interieur met kachel van de hut
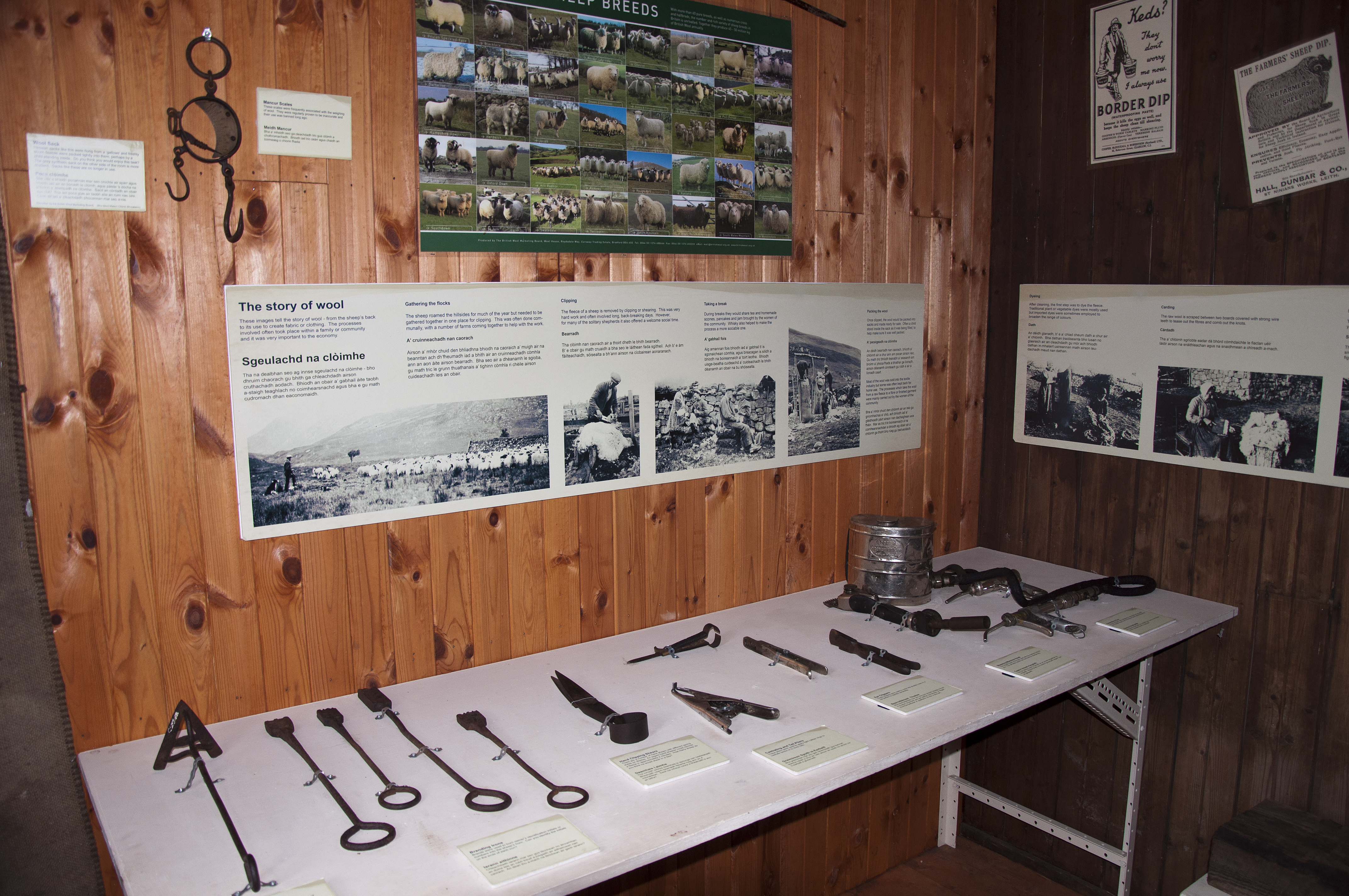
Het schaapherderalaam